# Bralin (gromada)
Bralin – dawna gromada, czyli najmniejsza jednostka podziału terytorialnego Polskiej Rzeczypospolitej Ludowej w latach 1954–1972.
Gromady, z gromadzkimi radami narodowymi (GRN) jako organami władzy najniższego stopnia na wsi, funkcjonowały od reformy reorganizującej administrację wiejską przeprowadzonej jesienią 1954 do momentu ich zniesienia z dniem 1 stycznia 1973, tym samym wypierając organizację gminną w latach 1954–1972.
Gromadę Bralin z siedzibą GRN w Bralinie utworzono – jako jedną z 8759 gromad na obszarze Polski – w powiecie kępińskim w woj. poznańskim, na mocy uchwały nr 23/54 WRN w Poznaniu z dnia 5 października 1954. W skład jednostki weszły obszary dotychczasowych gromad Bralin, Chojęcin, Gola i Tabor Wielki ze zniesionej gminy Bralin oraz miejscowość Wygoda Turkowska z dotychczasowej gromady Turkowy ze zniesionej gminy Perzów w tymże powiecie. Dla gromady ustalono 27 członków gromadzkiej rady narodowej.
1 stycznia 1960 do gromady Bralin włączono obszar zniesionej gromady Mielęcin w tymże powiecie.
1 stycznia 1962 do gromady Bralin włączono obszar zniesionej gromady Nowawieś Książęca (bez miejscowości Droszki, Gierczyce, Lubica, Remiszówka i Ryniec) w tymże powiecie.
Gromada przetrwała do końca 1972 roku, czyli do kolejnej reformy gminnej. 1 stycznia 1973 w powiecie kępińskim reaktywowano gminę Bralin.